# Iberiska bergen

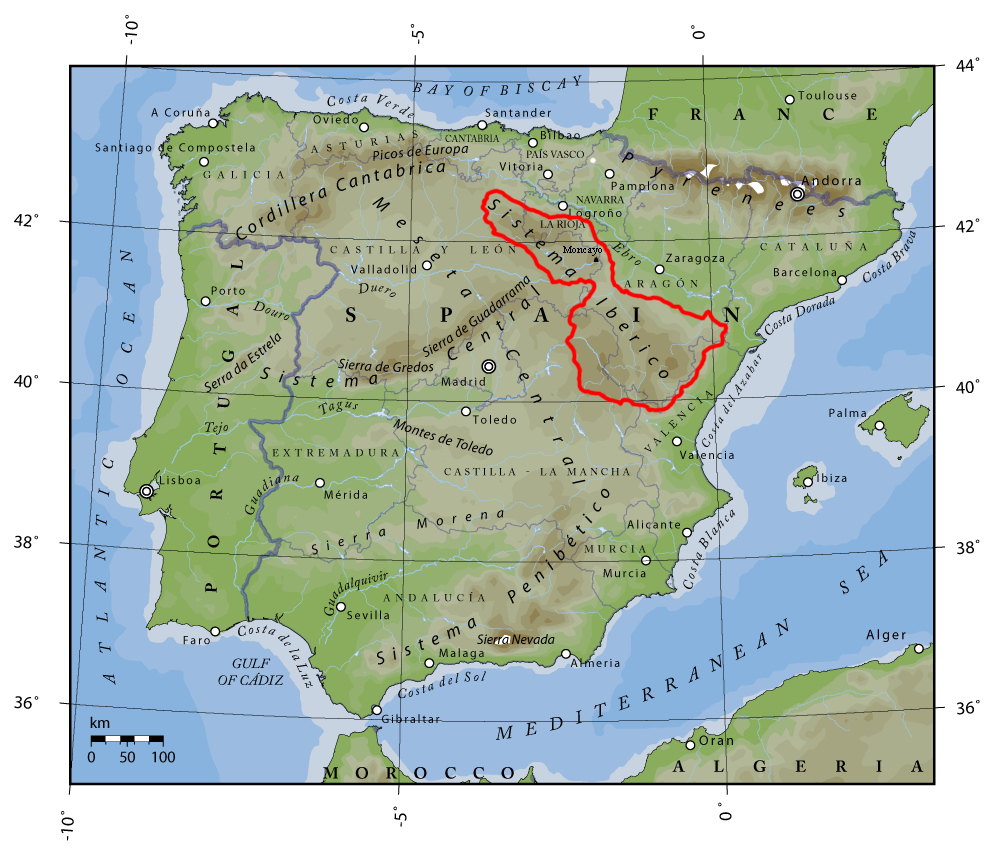
Iberiska kordiljäran

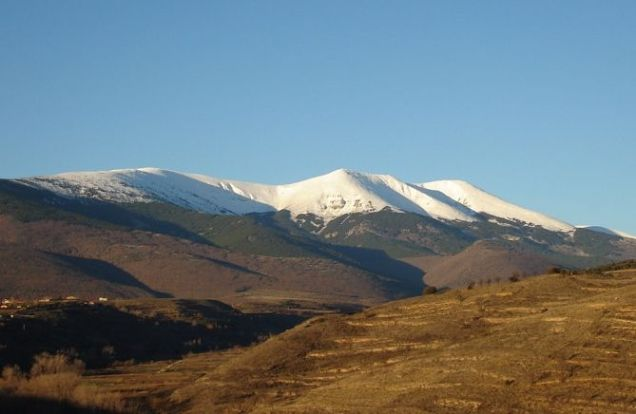
Vy av Moncayo från Alcalá

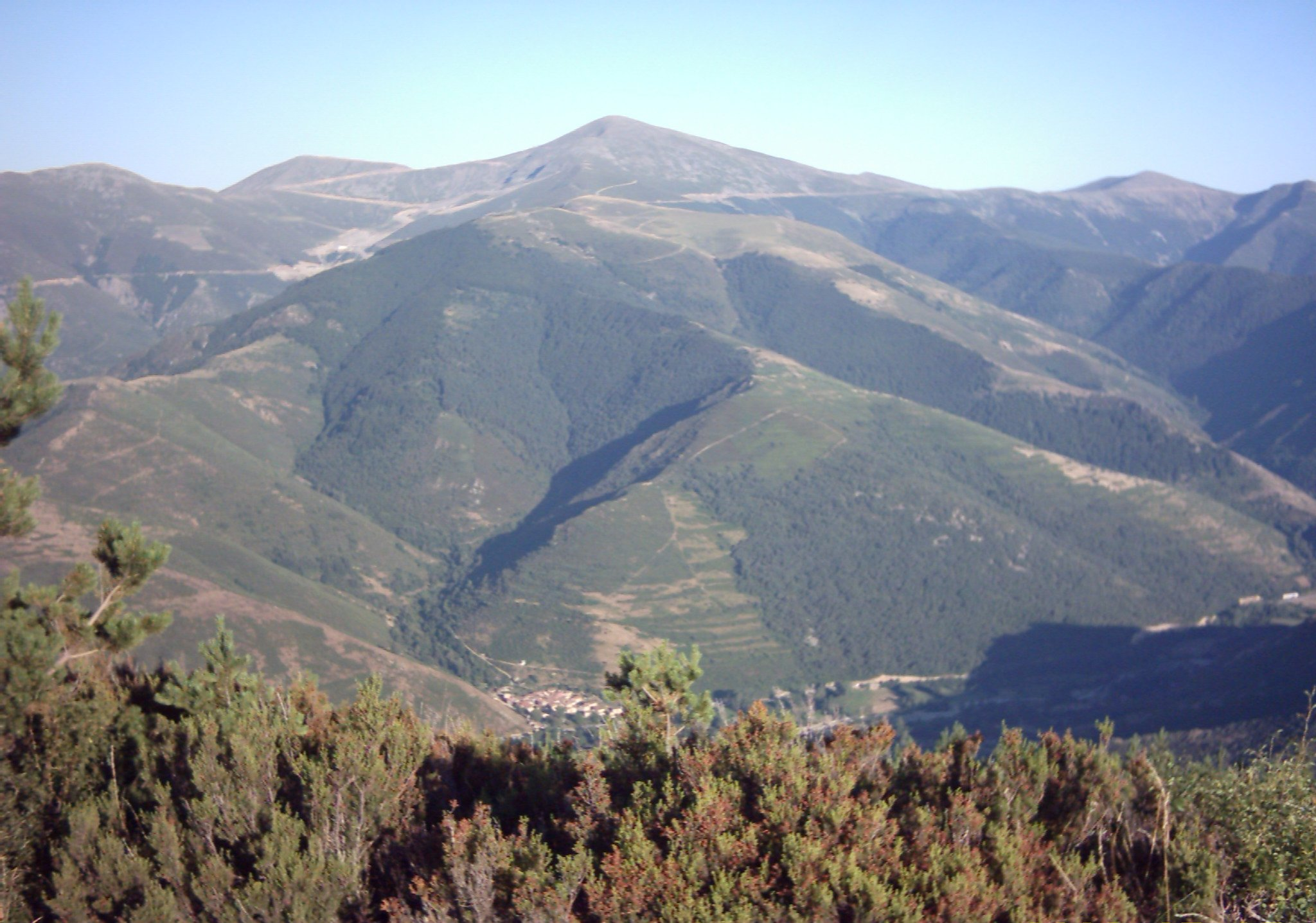
Vy av Sierra de la Demanda, med huvudsakligen pinjeskog

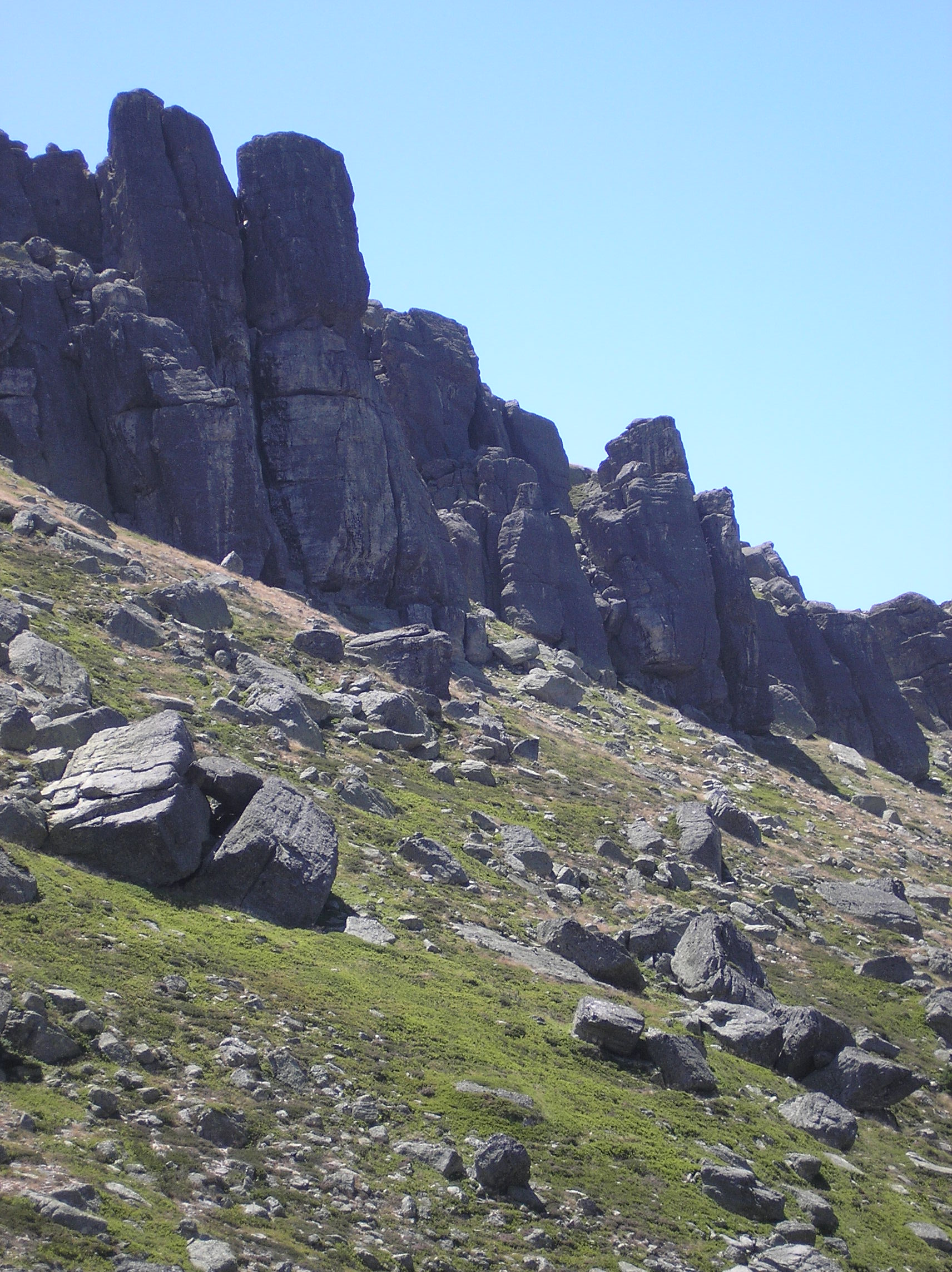
Picos de Urbión

Iberiska bergen är en randbergskedja av medelhöga berg i Spanien som gränsar till det centrala höglandet söder om floden Ebro. Bergskedjan som är cirka 500 km lång och cirka 100 km bred ligger med riktning nordväst-sydöst. Några av dess viktigaste toppar är Moncayo (2 313 m), San Lorenzo (2 262 m), Pico de Urbión (2 228 m), toppen av Javalambre (2 020 m) och Peñarroya (2 024 m).
I dessa bergstrakter rinner floder upp såsom Duero, Tejo, Turia, Júcar och Cabriel. 